# Club esportiu
La finalitat d'un club o associació esportiva és la pràctica de l'esport, ja sigui a nivell amateur o professional. Poden estar especialitzats en algun esport en particular.